# Stekelbees
Stekelbees was een Vlaamse theater- en cabaretgroep gericht op kinderen. In hun liedjes kozen ze voor het rockgenre. De groep werkte onder de naam Theater Stekelbees van 1975 tot 1987 en onder de naam Oud huis Stekelbees van 1987 tot de opheffing in 1992 toen het opging in Victoria. 

## Samenstelling
- Herwig De Weerdt (zang)
- Laurette Muylaert (zang)
- Katrien Devos (zang)
- Daan Hugaert
- Jef Lefève (toetsen)
- Jan Dambre
- Paul De Braekeleer
- Filip de Fleurquin
- Marnix Vernieuwe (gitaar)

## Discografie
- "Als wij willen spelen" (1978)
- "Ondersteboven" (1981)

## Podiumproducties
| Naam                                   | Seizoen   |
| -------------------------------------- | --------- |
| De Baron van Münchhausen               | 2000-2001 |
| Lavabo en Simili                       | 1991-1992 |
| Mouchette                              | 1991-1992 |
| Polaroid                               | 1991-1992 |
| Colette                                | 1991-1992 |
| Groen                                  | 1991-1992 |
| La Cifra                               | 1990-1991 |
| Grondbeginselen                        | 1990-1991 |
| Stukken III                            | 1990-1991 |
| Stukken V                              | 1990-1991 |
| Stukken III                            | 1990-1991 |
| B is A in bubbels                      | 1990-1991 |
| Stukken IV                             | 1990-1991 |
| Stukken                                | 1989-1990 |
| Mouchette                              | 1989-1990 |
| B is A in bubbels                      | 1989-1990 |
| K!T                                    | 1988-1989 |
| De tafelschuimer / Spoorloos           | 1988-1989 |
| Maria Viers Lokaal                     | 1988-1989 |
| Parade                                 | 1988-1989 |
| The hunting of the snark               | 1987-1988 |
| De tafelschuimer / Spoorloos           | 1987-1988 |
| Wesp in oor                            | 1987-1988 |
| Fata Morgana                           | 1987-1988 |
| De Baron van Münchhausen               | 1987-1988 |
| K!T                                    | 1987-1988 |
| De crecheband                          | 1987-1988 |
| Fata Morgana                           | 1986-1987 |
| Bewogen familieportret                 | 1986-1987 |
| Wesp in oor                            | 1986-1987 |
| De crecheband                          | 1986-1987 |
| Wesp in oor                            | 1985-1986 |
| Min dertig in de schaduw               | 1985-1986 |
| Coco is dada                           | 1985-1986 |
| Carte Postale                          | 1985-1986 |
| Maandag is het Dinsdag                 | 1984-1985 |
| Omer de Merde                          | 1983-1984 |
| Moeder, er zit een vriend in mijn soep | 1983-1984 |
| De kleine van Dalen                    | 1980-1981 |
| Van kuiken tot kieken                  | 1978-1979 |
| Ik wil de grootste zijn                | 1978-1979 |
| De boel op stelten                     | 1978-1979 |
| Als wij willen spelen                  | 1977-1978 |
| Van kuiken tot kieken                  | 1977-1978 |
| Zit daar niet te gapen                 | 1975-1976 |
| Dag                                    | 1973-1974 |